# Marek Zakrzewski
Marek Zakrzewski (* 18. Dezember 2005) ist ein polnischer Leichtathlet, der sich auf den Sprint spezialisiert hat.

## Sportliche Laufbahn
Erste Erfahrungen bei internationalen Meisterschaften sammelte Marek Zakrzewski im Jahr 2022, als er bei den U18-Europameisterschaften in Jerusalem in 10,32 s die Goldmedaille im 100-Meter-Lauf gewann. Anschließend schied er bei den U20-Weltmeisterschaften in Cali mit 10,68 s im Halbfinale über 100 Meter aus. Im Jahr darauf siegte er bei den U20-Europameisterschaften in Jerusalem in 10,25 s und 20,63 s über 100 und 200 Meter. Bei den World Athletics Relays 2024 in Nassau verpasste er mit der polnischen 4-mal-100-Meter-Staffel eine Direktqualifikation für die Olympischen Spiele in Paris. Anschließend schied er bei den Europameisterschaften in Rom mit 10,36 s in der ersten Runde über 100 Meter aus und kam mit der Staffel im Finale nicht ins Ziel. Im August ging er bei den U20-Weltmeisterschaften in Lima im Halbfinale über 200 Meter nicht mehr an den Start.
2024 wurde Zakrzewski polnischer Meister im 200-Meter-Lauf.

## Persönliche Bestzeiten
- 100 Meter: 10,25 s (+0,6 m/s), 8. August 2023 in Jerusalem (polnischer U20-Rekord)
  - 60 Meter (Halle): 6,61 s, 10. Februar 2024 in Breslau (polnischer U20-Rekord)
- 200 Meter: 20,50 s (+1,0 m/s), 28. Juni 2024 in Bydgoszcz
  - 200 Meter (Halle): 20,80 s, 21. Januar 2024 in Luxemburg (europäischer U20-Rekord)